# Ingrid Simonsson
Ingrid Emerence Maria Simonsson, född 17 april 1885 i Tidaholm, död 21 januari 1977 i Stockholm, var en svensk målare och konsthantverkare.
Hon var dotter till disponenten Hans Gustafsson och Fanny Maria von Zweigbergk och från 1915 gift med Birger Jörgen Simonsson. Hon utexaminerades 1907 som mönsterritare från Högre konstindustriella skolan i Stockholm och anställdes därefter som mönsterritare av textiler, tapeter och keramik för bland annat Rörstrands porslinsfabrik. Hoh tilldelades en silvermedalj för sina tapetmönster vid Parisutställningen 1925. Hon var lärare vid Tekniska skolan i Stockholm. Hon medverkade i samlingsutställningar arrangerade av Sveriges allmänna  konstförening på Liljevalchs konsthall, HSB:s utställning God konst i alla hem på galleri Brinken i Stockholm. Hennes konst består av motiv i ren naturåtergivande stil utförda i akvarell eller olja.